# Ron Johnson
Ron Johnson, właśc. Ronald Harold Johnson (ur. 8 kwietnia 1955 w Mankato, Minnesota) – polityk amerykański, biznesmen, senator ze stanu Wisconsin od roku 2011, członek Partii Republikańskiej. Zanim został senatorem pełnił funkcję dyrektora generalnego PACUR, firmy produkującej specjalistyczne tworzywa sztuczne.

## Biografia
Ukończył University of Minnesota w 1977 roku na wydziale biznesu i rachunkowości. W lipcu 1979 razem ze swoim bratem przeprowadzili się do Oshkosh, aby rozpocząć biznes. Firma PACUR rozpoczynała działalność od produkcji folii do pakowania i drukowania.  
W 2010 roku Johnson zdobył swoje miejsce w Senacie uzyskując 51,9% głosów, przy 47% oddanych na Russa Feingolda. W 2016 roku wygrał z 50,2% głosów, przy 46,8% oddanych na Feingolda. W 2022 roku został wybrany ponownie pokonując wicegubernatora Mandelę Barnesa stosunkiem głosów 50,5% do 49,5%.
Pełnił funkcję przewodniczącego Komisji Bezpieczeństwa Wewnętrznego i Spraw Rządowych w latach 2015-2021, a obecnie jest członkiem Stałej Podkomisji Dochodzeniowej. Zasiada również w komisjach ds. budżetu, stosunków międzynarodowych oraz handlu, nauki i transportu.

## Poglądy
Jest jednym z najgłośniejszych sojuszników byłego prezydenta Donalda Trumpa w Kongresie. Spędził tygodnie kwestionując ważność wyborów prezydenckich w 2020 roku i zwycięstwo prezydentury Joe Bidena. 

### Aborcja
Opowiada się za wyjątkami od ograniczeń aborcyjnych w przypadku gwałtu, kazirodztwa i zagrożenia życia matki. Współfinansował co najmniej sześć projektów ustaw mających na celu ograniczenie aborcji. 

### Pandemia COVID-19
Johnson zakwestionował potrzebę masek – a później zakwestionował bezpieczeństwo samych szczepionek na COVID-19 i odmówił szczepienia. Promował stosowanie iwermektyny i innych niezatwierdzonych terapii we wczesnym leczeniu COVID-19. Zapewnił również platformę dla lekarzy, którzy krytykowali reakcję narodu na COVID-19. W styczniu 2022 jeden panel trwał ponad pięć godzin.

### Klimat
Uważa, że wpływ człowieka na klimat nie został udowodniony. 

## Życie prywatne
Johnson poślubił swoją żonę, Jane, w 1977 roku. Mają troje dzieci — Carey, Jennę i Bena — i czworo wnucząt. Jest członkiem Kościoła Luterańskiego Synodu Wisconsin. 

## Odznaczenia
- Krzyż Komandorski Orderu Gwiazdy Rumunii (Rumunia, 2017)[6]